# Red Rain
Red Rain – zespół z Nowej Zelandii grający rock akustyczny. Grupa powstała w 2004 roku i w tym samym roku wydała debiutancki album New Day, po którym wyruszyła w pierwszą światową trasę koncertową, obejmującą m.in. występ w Polsce. Druga płyta zespołu, zatytułowana Symphony, ukazała się w 2006 roku. W 2009 roku Red Rain zagrał koncerty w Chełmie oraz w Warszawie.

## Skład

### Obecni członkowie
- Michael Turner – gitara, główny wokal
- Stephen Turner – gitara basowa, wokal
- David Francis – gitara elektryczna
- David Pfanstiel – perkusja

## Trasy koncertowe
- W 2004 roku zespół Red Rain odbył światową trasę koncertową, występując m.in. w Singapurze, Malezji, Niemczech, Polsce, Irlandii, Anglii, Szkocji, Francji i Stanach Zjednoczonych.
- W ramach kolejnej światowej trasy koncertowej zespół ponownie wystąpił w Polsce – koncert odbył się 1 sierpnia 2009 roku w Warszawie[1].

## Dyskografia

### Albumy studyjne
- New Day (2004)
- Symphony (2006)
- Live in Real Time (2012)